# П'єр Файо
П'єр Файо (фр. Pierre Failliot; 25 лютого 1887, Париж - 31 грудня 1935, Париж) — французький атлет та регбіст.

## Літні Олімпійські ігри 1912
Брав участь у змаганнях на літніх Олімпійських іграх 1912 в шести дисциплінах: Десятиборство, П'ятиборство, Біг на 100 метрів, Біг на 200 метрів, біг 4х100 метрів, 4х400 метрів. П'єр Файо виграв срібну медаль в змаганні 4х400 метрів, 17-те місце (п'ятиборство).

## Кар'єра регбіста
П'єр почав навчатись грі в регбі ще під час навчання в середній школі у 1906 році. З 1906 по 1907 грав за клуб Стад Франсеа у 1907 перейшов до Рейсінг Клаб де Франс.
Він є віце-чемпіоном Франції 1912 року разом з Жорж Андрі та Гастоном Лейном. Вісім раз грав за збірну Франції. Дебютував 2 січня 1911 року на стадіоні Ів дю Мануар проти збірної Шотландії. П'єр забив дві спроби, завдяки чому збірна Франції виграла свій перший міжнародний матч. Свій останній контрольний матч Файо розіграв проти 27 лютого 1913 року (команда Франції проти команди з Уельсу).
Файо є гравцем, який забив п'ять спроб в турнірі п'ять націй (запис до війни), а з 1911 по 1913 зіграв 8 матчів за збірну Франції ( в тому числі 4 з яких в турнірі п'яти націй).

## Цікаві новини
Під час Другої світової війни, його було відіслано до артилерії як лейтенанта. 
Він також є співавтором книги Les courses à pied et les concours athlétiques разом з Луї де Флурак.

## Досягнення
Легка атлетика
Рекорд Франції:
- 200 метрів (22,08 сек)
- 300 метрів (36,04 сек)
- 400 метрів (49 сек - 1908)
- 500 метрів (1 хв 6,08 сек)
- 110 метрів з перешкодами
- 400 метрів з перешкодами

Світовий рекорд
- стрибок у висоту: 400 метрів

Чемпіон Франції
- 13 раз (між 1908, а 1912)

Олімпійський фіналіст
- 4х400 метрів: 1912

Регбі
Віце-чемпіон Франції: 1912